# Krążowniki rakietowe projektu 1134A
Krążowniki rakietowe projektu 1134A – radzieckie krążowniki rakietowe, które weszły do służby w latach 1969–1977, klasyfikowane oficjalnie jako duże okręty przeciwpodwodne. Głównym ich przeznaczeniem było zwalczanie okrętów podwodnych. Projekt miał oznaczenie kodowe Bierkut-A (Беркут-A), natomiast są one znane także jako typ Kronsztadt, a w kodzie NATO jako Kresta II. Zbudowano 10 jednostek, z których ostatnią wycofano ze służby w 1993 roku. Ich następcami były okręty projektu 1134B.

## Historia
Wraz z pojawieniem się nowych amerykańskich okrętów podwodnych wyposażonych w pociski balistyczne Polaris, pojawiła się pilna potrzeba przeciwdziałania zagrożeniu z ich strony. W tym celu były zaprojektowane krążowniki rakietowe projektu 1134 (ozn. NATO: Kresta I), lecz w czasie ich budowy nie były jeszcze gotowe nowe wzory uzbrojenia i w efekcie okręty te nadawały się głównie do zwalczania okrętów nawodnych przy użyciu pocisków kierowanych. Docelowym typem dużego okrętu do zwalczania okrętów podwodnych  stały się okręty dopracowanego projektu 1134A. Były one klasyfikowane oficjalnie jako duże okręty przeciwpodwodne (ros. bolszoj protiwołodocznyj korabl, BPK), niemniej na zachodzie powszechnie uznawane są za krążowniki. Zmiany polegały przede wszystkim na zastąpieniu rakiet przeciwokrętowych przez rakietotorpedy do zwalczania okrętów podwodnych na dużych odległościach, wyposażeniu okrętów w rakiety przeciwlotnicze systemu M-11 Sztorm o większym zasięgu i możliwości zwalczania celów nawodnych, oraz nowe radary i sonar Titan-2 o większych możliwościach. Zmiany w architekturze okrętów były niewielkie; między innymi dla polepszenia warunków użycia śmigłowca pokładowego, lądowisko podniesiono o jeden pokład wyżej.
Wszystkie okręty budowano na krytej pochylni w stoczni im. Żdanowa w Leningradzie, nosiły numery budowy od 721 do 730.

## Opis

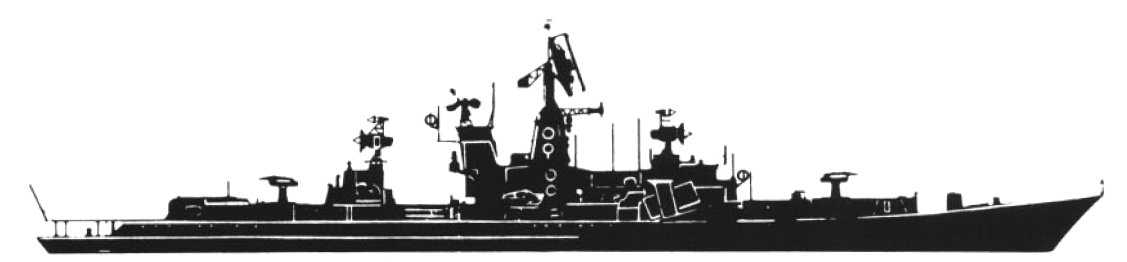
Sylwetka

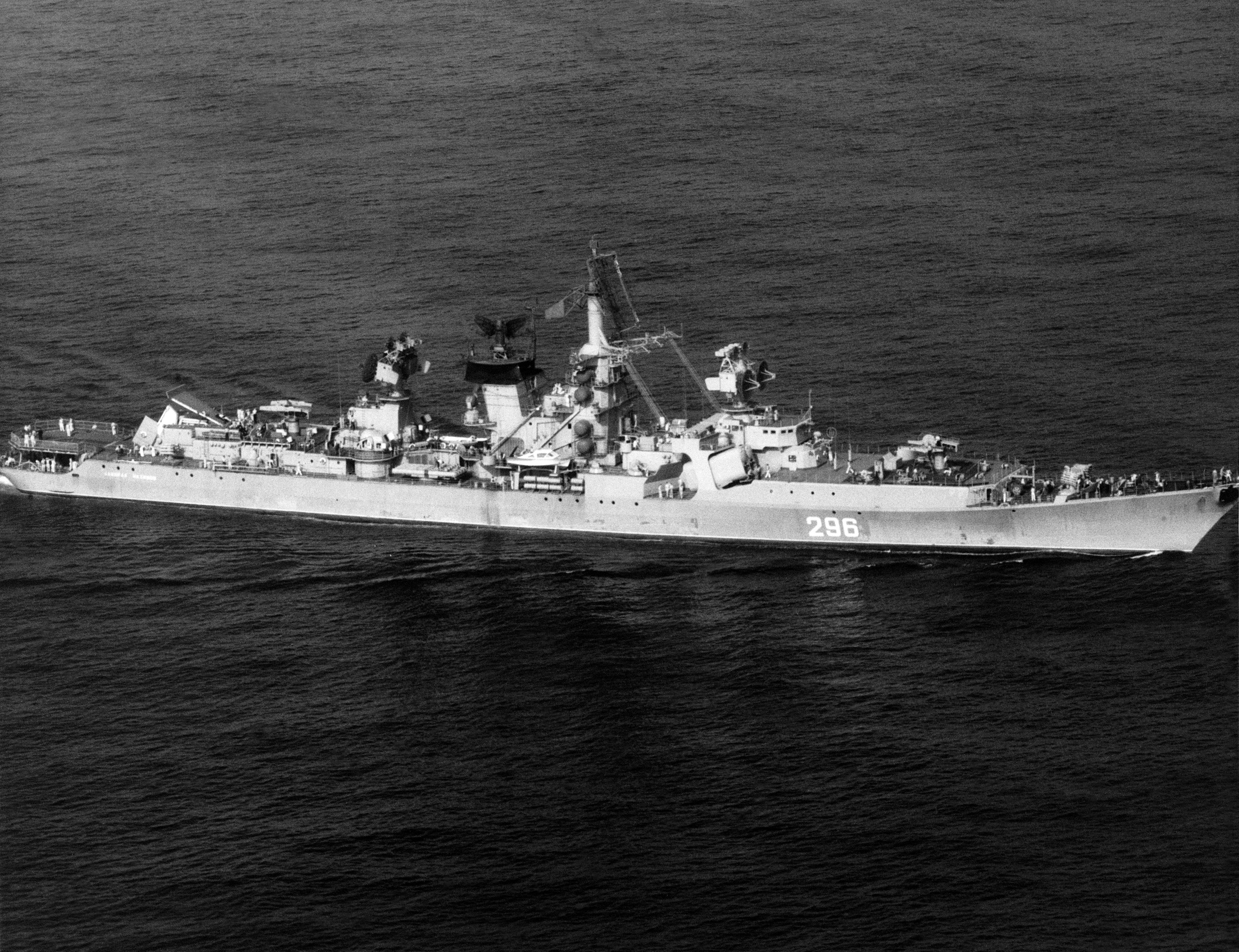
„Admirał Makarow”, 1985. Widoczny uniesiony dach hangaru.

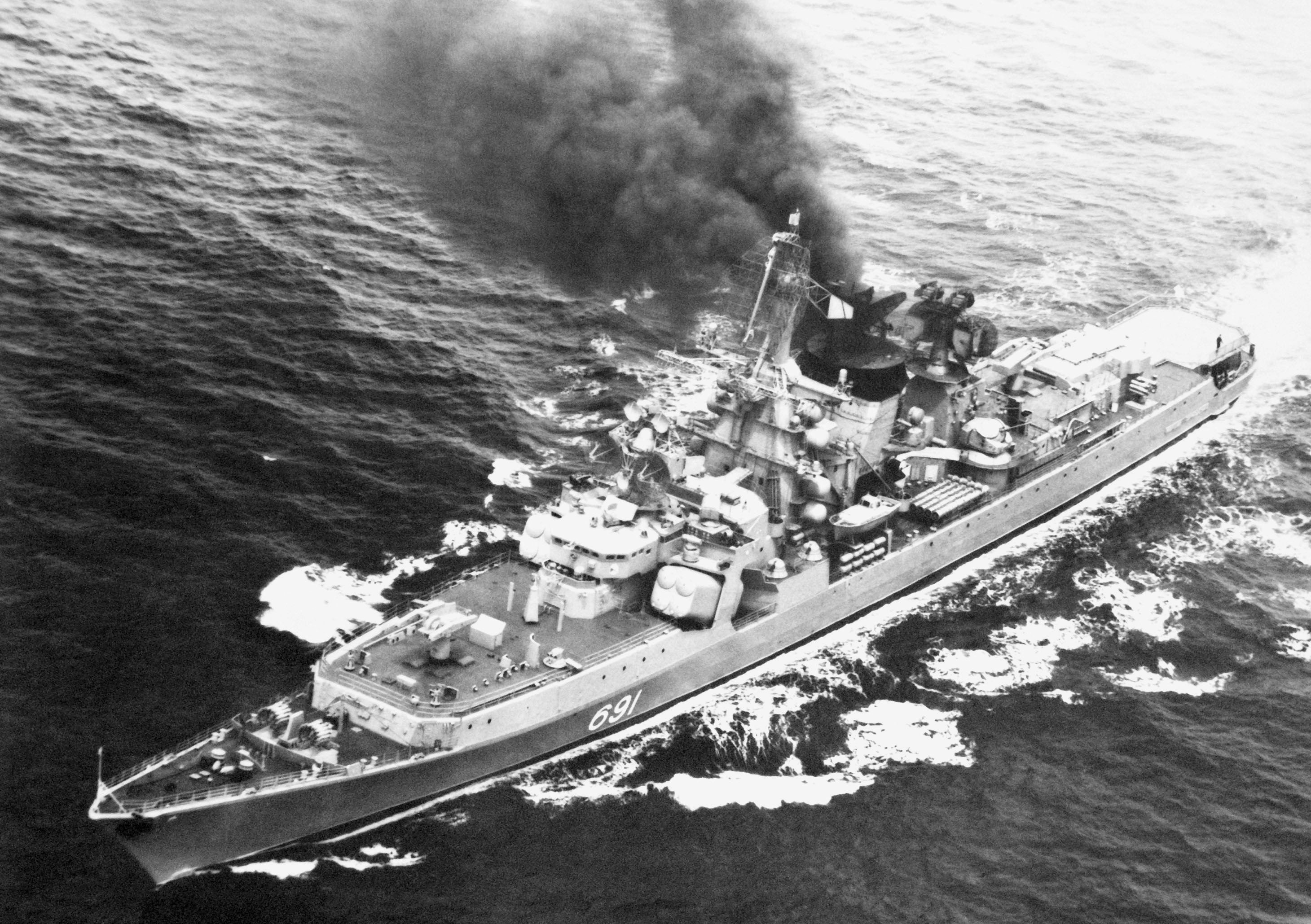
„Marszał Timoszenko”, 1986

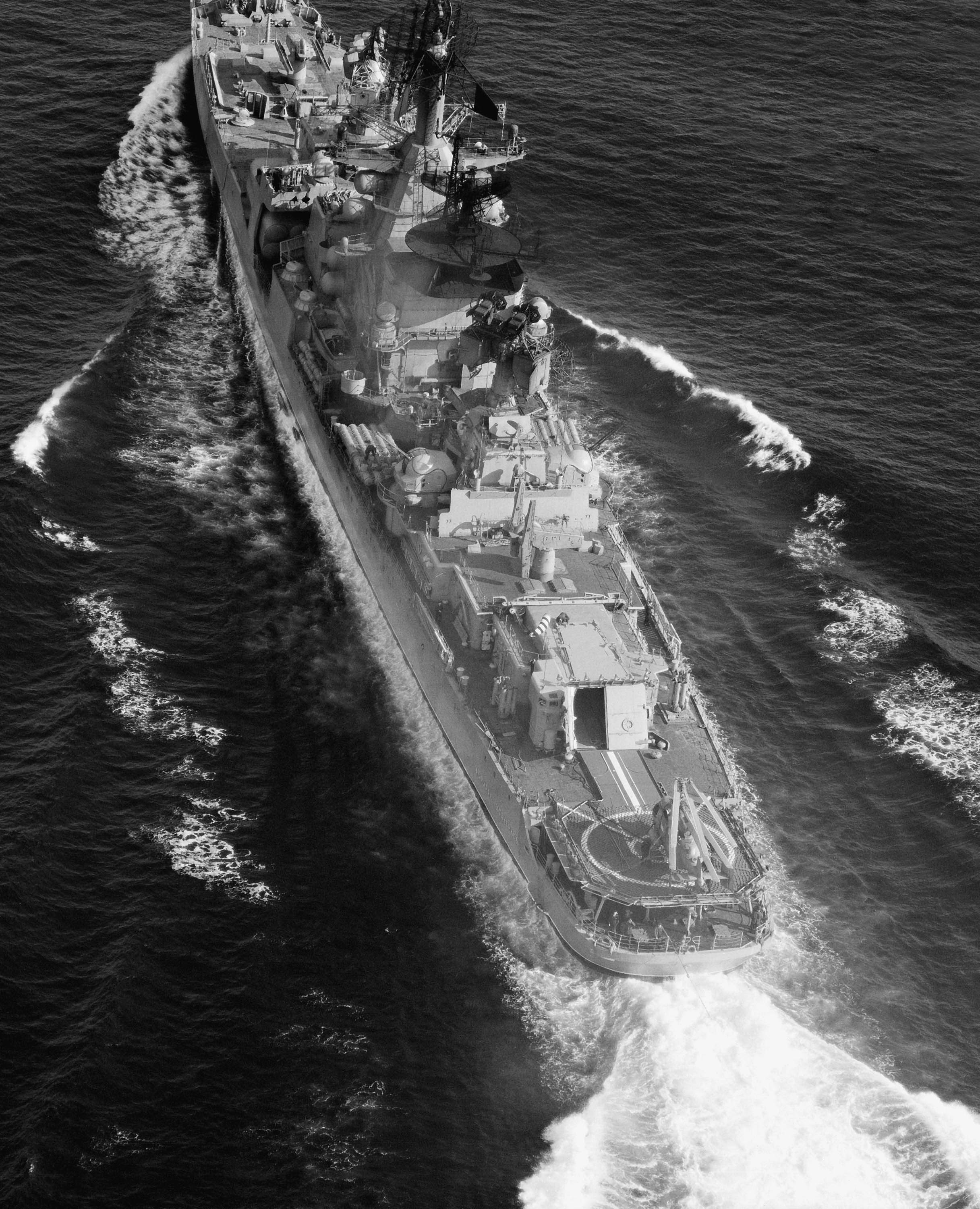
„Admirał Isaczenkow”, 1985 od rufy.

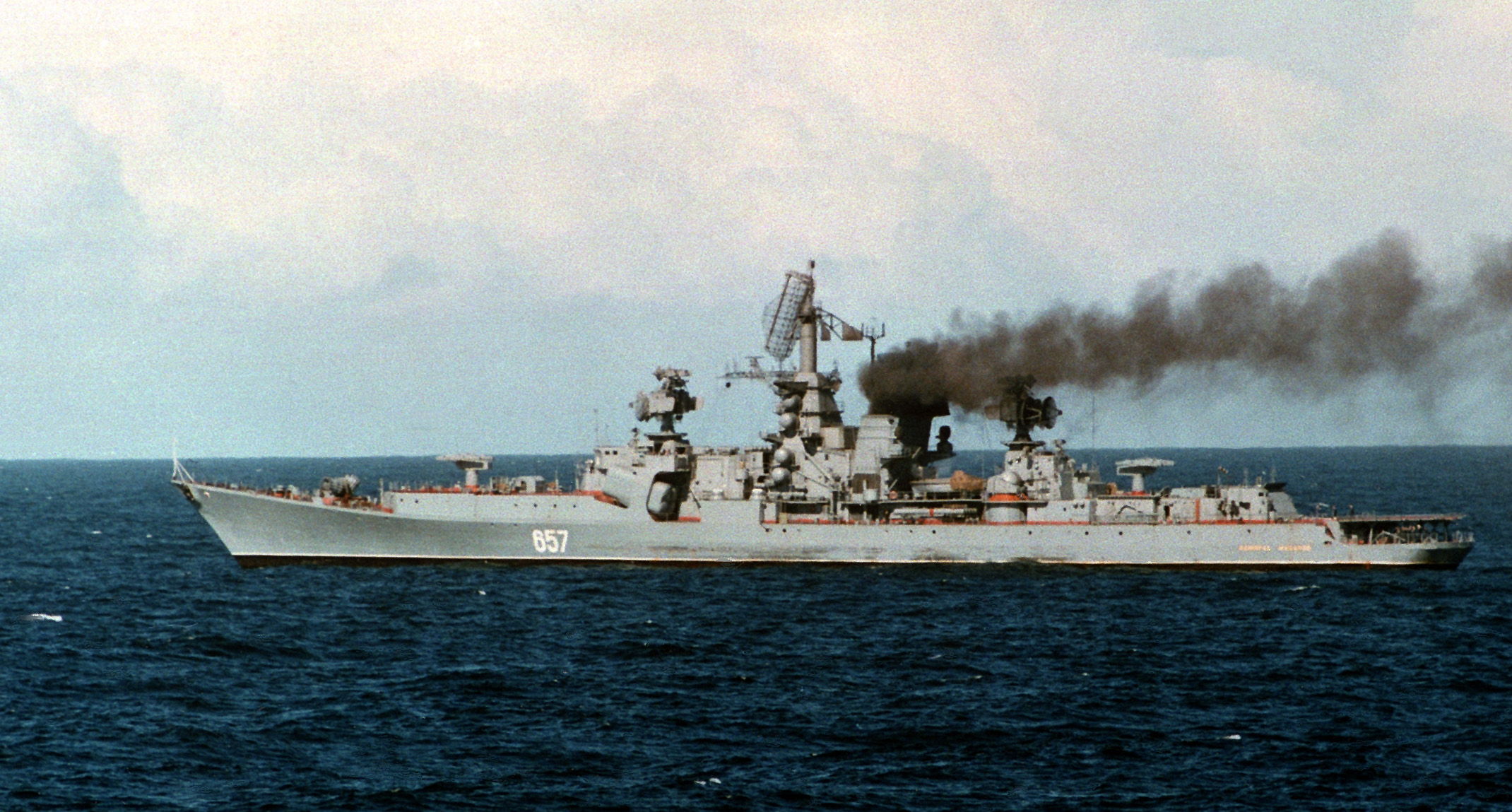
„Admirał Jumaszew”, 1989

Główne uzbrojenie stanowiło osiem wyrzutni KT-100 dla rakietotorped Mietiel (SS-N-14 Silex), z ośmioma pociskami 85R, w dwóch czterowyrzutniowych blokach po obu stronach nadbudówki. Podczas modernizacji w latach 80. wymieniano je następnie na uniwersalne rakietotorpedy 85RU systemu Rastrub-B, które dysponowały też ograniczoną możliwością zwalczania okrętów nawodnych. Dodatkowo posiadały dziesięć wyrzutni torped kalibru 533 mm, w dwóch pięciorurowych aparatach PTA-53-1134, z których można było wystrzeliwać torpedy przeciw okrętom podwodnym 53-65k i SET-65. Uzbrojenie przeciwpodwodne uzupełniały dwa dwunastoprowadnicowe miotacze rakietowych bomb głębinowych RBU-6000 (144 bomby kalibru 213 mm, na dziobie) i dwa sześcioprowadnicowe RBU-1000 (48 bomb kalibru 305 mm, na rufie). Możliwości w zakresie zwalczania okrętów rozszerzał jeden pokładowy śmigłowiec Ka-25PŁ, przechowywany w półzagłębionym hangarze. 
Uzbrojenie artyleryjskie stanowiły dwa podwójnie sprzężone działa uniwersalne kalibru 57 mm AK-725, umieszczone nietypowo w dwóch wieżach na burtach, w części rufowej okrętów, podobnie jak na wcześniejszym typie. Zapas amunicji wynosił 4400 nabojów. Uzupełniały je dwa zestawy artyleryjskie obrony bezpośredniej w postaci dwóch par sześciolufowych naprowadzanych radarowo działek 30 mm AK-630M umieszczonych na burtach na śródokręciu (łącznie cztery działka). Pierwsze okręty wchodziły do służby jeszcze bez radarów Wympieł dla działek 30 mm, które były później instalowane w trakcie modernizacji.
Uzbrojenie rakietowe stanowiły dwie dwuprowadnicowe wyrzutnie B-187 przeciwlotniczych pocisków rakietowych średniego zasięgu systemu Sztorm-M, na dziobie i na rufie, z zapasem 48 pocisków W-611 (ozn. NATO: SA-N-3A Goblet). Systemy te były uniwersalne i nadawały się także do zwalczania celów nawodnych w ograniczonym zakresie.
Okręty wyposażone były w odpowiednie środki obserwacji technicznej, w tym stacje radiolokacyjne dozoru ogólnego Woschod (MR-600) na piramidowym maszcie dziobowym i Angara-A (MR-310A) na rufowym masztokominie. Posiadały ponadto dwie stacje radiolokacyjne Grom-M naprowadzania pocisków rakietowych i rakietotorped, dwa radary artyleryjskie MR-103 Bars dla artylerii 57 mm i dwa Wympieł-A dla działek 30 mm oraz radary nawigacyjne Don-2 i Wołga. Do wykrywania okrętów podwodnych służył kompleks hydrolokacyjny Titan-2 (MG-332) z anteną w gruszce dziobowej. Z urządzeń walki radioelektronicznej, okręty miały stacje zakłóceń aktywnych Gurzuf-A i Gurzuf-B oraz dwie dwulufowe wyrzutnie celów pozornych PK-2.
Okręty projektu 1134A miały wyporność standardową 5600 ton i pełną 7535 ton. Długość kadłuba wynosiła 159 m, a na linii wodnej 152 m, zaś szerokość 16,8 m. Napęd stanowiły dwa zespoły turbin parowych TW-12 o łącznej mocy 90 000 KM, napędzające każdy po jednej śrubie. Parę zapewniały cztery kotły KWN-95/64. Napęd zapewniał osiągnięcie prędkości maksymalnej 33 węzły, a ekonomicznej 18 węzłów, przy której zasięg wynosił 5000 mil morskich. Załoga liczyła 343 osoby, w tym 33 oficerów.

## Zbudowane okręty
- „Kronsztadt”

Rozpoczęcie budowy: 1966
Wodowanie: 1968
Wcielenie do służby: 1969
Wycofanie ze służby: 1991
- „Admirał Isakow”

Rozpoczęcie budowy: 1968
Wodowanie: 1969
Wcielenie do służby: 1970
Wycofanie ze służby: 1993
- „Admirał Nachimow”

Rozpoczęcie budowy: 1968
Wodowanie: 1969
Wcielenie do służby: 1970
Wycofanie ze służby: 1991
- „Admirał Makarow”

Rozpoczęcie budowy: 1969
Wodowanie: 1970
Wcielenie do służby: 1972
Wycofanie ze służby: 1992
- „Marszał Woroszyłow”, od 1991 roku: Chabarowsk

Rozpoczęcie budowy: 1970
Wodowanie: 1971
Wcielenie do służby: 1973
Wycofanie ze służby: 1991
- „Admirał Oktiabrski”

Rozpoczęcie budowy: 1970
Wodowanie: 1971
Wcielenie do służby: 1973
Wycofanie ze służby: 1993
- „Admirał Isaczenkow”

Rozpoczęcie budowy: 1970
Wodowanie: 1972
Wcielenie do służby: 1974
Wycofanie ze służby: 1992
- „Marszał Timoszenko”

Rozpoczęcie budowy: 1972
Wodowanie: 1973
Wcielenie do służby: 1975
Wycofanie ze służby: 1992
- „Wasilij Czapajew”

Rozpoczęcie budowy: 1973
Wodowanie: 1974
Wcielenie do służby: 1976
Wycofanie ze służby: 1993
- „Admirał Jumaszew”

Rozpoczęcie budowy: 1974
Wodowanie: 1976
Wcielenie do służby: 1977
Wycofanie ze służby: 1993